# Soccorso sanitario

La stella della vita, simbolo internazionale dei servizi di emergenza sanitaria

Il soccorso sanitario, o servizio di emergenza sanitaria, è un servizio di emergenza che fornisce cure preospedaliere urgenti, stabilizzazione per malattie o traumi gravi e trasporto alle strutture sanitarie; ha il compito di fornire assistenza rapida e adeguata 24 ore su 24 attraverso l'impiego di specialisti del soccorso e attrezzature adeguate. Viene fatta una distinzione tra:
- Soccorso a terra
- Elisoccorso
- Soccorso alpino
- Soccorso speleologico
- Salvataggio in acqua

Esistono organizzazioni specializzate come i vigili del fuoco e il soccorso alpino o acquatico, che consegnano le persone colpite al medico d'urgenza per ulteriori cure dopo il salvataggio.
La stella della vita si è affermata come simbolo internazionale per i servizi di emergenza.
Nella maggior parte dei luoghi, il soccorso sanitario può essere chiamato dalla popolazione (così come da strutture sanitarie, altri servizi di emergenza, aziende e autorità) tramite un numero telefonico di emergenza, che poi invierà le risorse adeguate per la chiamata.
Le ambulanze sono i veicoli principali per i servizi di emergenza sanitaria, sebbene possano essere utilizzate auto della polizia, motociclette, aerei, barche, mezzi antincendio e altri.